# منير الحاج
منير الحاج (1936- )، سياسي ومحامي لبناني ورئيس حزب الكتائب بين 1999 و2001 .

## الدراسة والحياة العملية
زاول تعليمه الابتدائي في مدرسة القديس بطرس في مسقط رأسه ببسكنتا في قضاء المتن، ثم التكميلي والثانوي في معهد القلب الأقدس (الفرير الجميزة). تحصل عام 1960 على إجازة الحقوق الفرنسية واللبنانية من جامعة القديس يوسف. تدرج في مكتب نقيب المحامين جورج فيليبدس، ثم عمل لحسابه الخاص ابتداءًا من 1963.

## في حزب الكتائب
انضم إلى حزب الكتائب سنة 1957 وشغل في إقليم المتن الشمالي خطة أمين سر (1958) ثم الرئاسة (1963). طرح نفسه عام 1970 كمرشح للحزب في الانتخابات النيابية الفرعية في دائرة المتن بعد وفاة موريس الجميّل وتحصل على دعم القواعد إلا أن المكتب السياسي فضل عليه نجل الرئيس، أمين الجميّل الذي فاز في النهاية بالمقعد بعد تفوقه على فؤاد لحود. دخل المكتب السياسي عام 1972 وعام 1987 تولى الأمانة العامة ثم في 1998 منصب النائب الأول للرئيس جورج سعادة. انتخب كرئيس في 21 مارس 1999 أمام أنطوان شادر ب66 صوت مقابل 59 اثناء المؤتمر الثاني والعشرين للحزب.
شارك الحزب تحت رئاسته في انتخابات 2000 وتحصل على مقعدين (أنطوان غانم ونادر سكر) مقابل صفر عام 1996 فيما لم يتمكن هو من دخول المجلس اثر خسارته في دائرة المتن. ظل الحزب منقسما طوال رئاسته مع وجود معارضة بقيادة إيلي كرامة وأمين الجمّيل زادت حدتها بعد هزيمته الانتخابية، وفي 4 أكتوبر 2001 انتخب كريم بقرادوني خلفا له.

## في المجلس النيابي
عين عام 1991 في المجلس النيابي لملأ شغور المقاعد بعد الحرب الأهلية، وبقي نائبا إلى عام 1992 تاريخ الانتخابات النيابية التي قاطعها الحزب. خاض انتخابات عام 2000 على لائحة «التوافق المتني» التي ضمت إميل إميل لحود وغسان الأشقر وشاكر بو سليمان وميشال المرّ وأنطوان حداد وسيبوه هوفنانيان، إلا أنه انهزم أمام بيار أمين الجميّل المنتمي للمعارضة الكتائبية ونسيب لحود. شارك اثناء عضويته في المجلس في لجنة الإدارة والعدل كما عمل مقررا للجنة التربية الوطنية.